# Arab-Atas mausoleum
Arab-Atas mausoleum ligger i provinsen Samarkand i Uzbekistan.

## Beskrivning av området
Mausoleet är byggt på toppen av en tepa (en triangulärt formad kulle), på 900-talet. Anläggningen fyller en viktig lucka i förståelsen om utvecklingen av mausoleumarkitekturen i Centralasien

## Världsarvsstatus
Arab-Atas mausoleum sattes upp på Uzbekistans lista över förslag till världsarv den 18 januari 2008.